# عاشق الروح (فلم 1955)
عاشق الروح هو فيلمٌ مصريٌ أُنتج عام 1955.

## قصة الفيلم
موسيقيٌ ناشئٌ (كمال الشناوي) يتعرف على جارته التي ترقص بأحد الملاهي (تحية كاريوكا). تقوم الراقصة بتقديم الموسيقي إلى أحد الأثرياء (إستفان روستي) على أنه زوجها، وأنه قادر على مساعدته في شركته. ثم يتعرف الموسيقي على ابنة الرجل (زهرة العلا) ويتحابان، ويتفقان على الزواج، لكن الوالد يرفض الزواج.

## وصلات خارجية
- مقالات تستعمل روابط فنية بلا صلة مع ويكي بيانات
- عاشق الروح على الدهليز
- عاشق الروح نسخة محفوظة 11 أغسطس 2022 على موقع واي باك مشين. على كاروهات